# Ивиньяк-ла-Тур
Ивинья́к-ла-Тур (фр. Yvignac-la-Tour, брет. Ivinieg) — коммуна во Франции, находится в регионе Бретань. Департамент — Кот-д’Армор. Входит в состав кантона Броон. Округ коммуны — Динан.
Код INSEE коммуны — 22391.

## География
Коммуна расположена приблизительно в 340 км к западу от Парижа, в 45 км северо-западнее Ренна, в 50 км к юго-востоку от Сен-Бриё.
По территории коммуны протекает небольшая река Кернёф (фр. Kerneuf).

## Население
Население коммуны на 2016 год составляло 1 184 человека.
| 1962 | 1968 | 1975 | 1982 | 1990 | 1999 | 2008 | 2016 |
| ---- | ---- | ---- | ---- | ---- | ---- | ---- | ---- |
| 1285 | 1326 | 1167 | 1146 | 1065 | 1091 | 1169 | 1184 |

## Администрация
| Период | Период | Фамилия              | Партия        | Примечания |
| ------ | ------ | -------------------- | ------------- | ---------- |
| 1947   | 1963   | Проспер Мари Мирьель |               |            |
| 1963   | 1977   | Анри Леруа           |               |            |
| 1977   | 1989   | Люсьен Желар         |               |            |
| 1989   | 2001   | Иоланда Дюбуа        |               |            |
| 2001   | 2014   | Анри Куломбель       |               | пенсионер  |
| 2014   |        | Жан-Люк Буассель     | Разные правые | служащий   |

## Экономика
В 2007 году среди 665 человек в трудоспособном возрасте (15—64 лет) 487 были экономически активными, 178 — неактивными (показатель активности — 73,2 %, в 1999 году было 65,2 %). Из 487 активных работали 451 человек (252 мужчины и 199 женщин), безработных было 36 (14 мужчин и 22 женщины). Среди 178 неактивных 34 человека были учениками или студентами, 96 — пенсионерами, 48 были неактивными по другим причинам.

## Достопримечательности
- Церковь Сен-Мало[фр.] (XI век). Исторический памятник с 1889 года[3]
- Бывшее командорство Темпль-де-ла-Нуэ (XII век). Исторический памятник с 1976 года[4]
- Замок Ивиньяк. Исторический памятник с 1964 года[5]
- Усадьба Гаруэ. Исторический памятник с 1930 года[6]

## Города-побратимы
- Ивенак (Германия, с 1997)[7]

## Фотогалерея

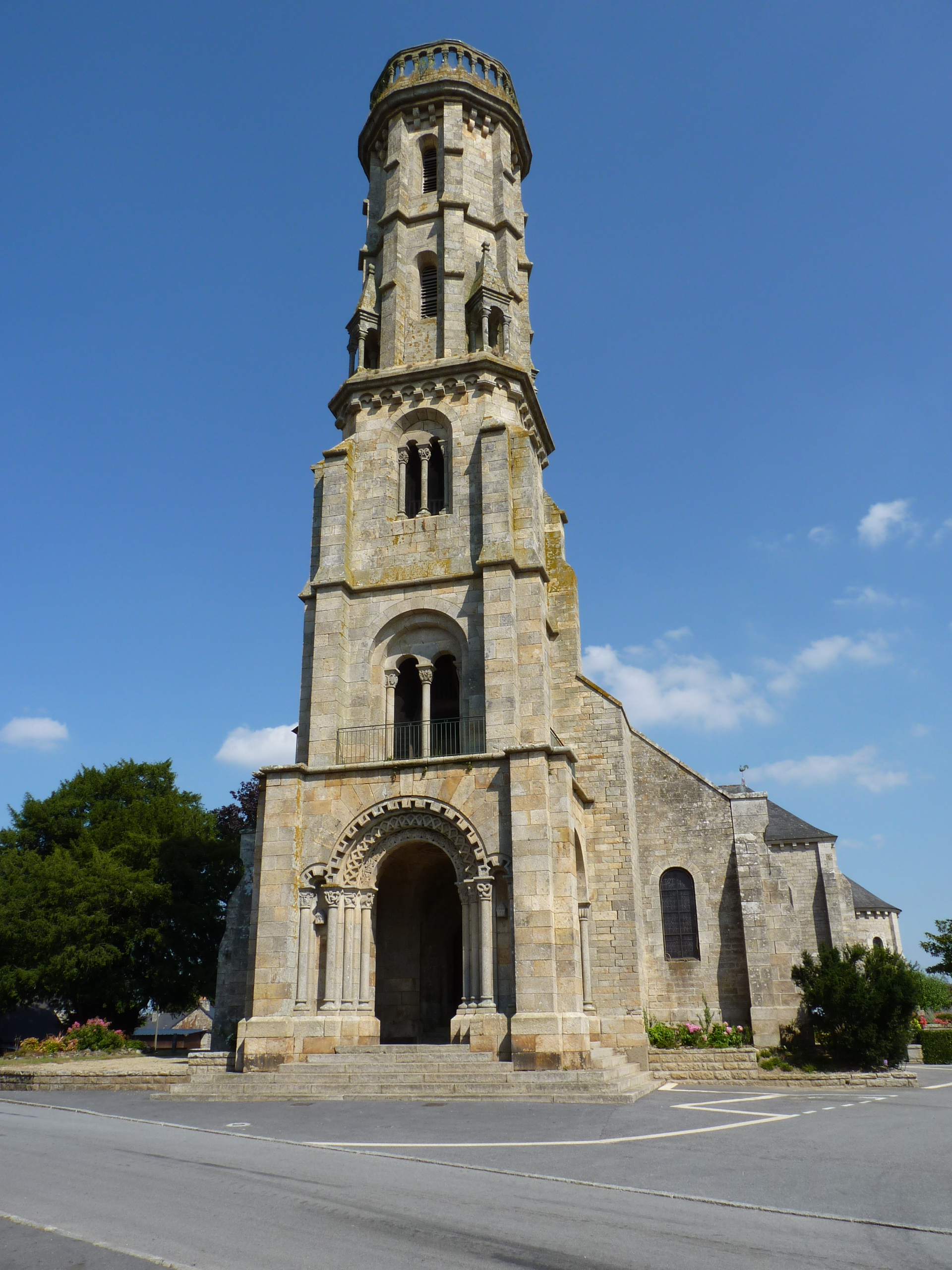
Церковь Сен-Мало
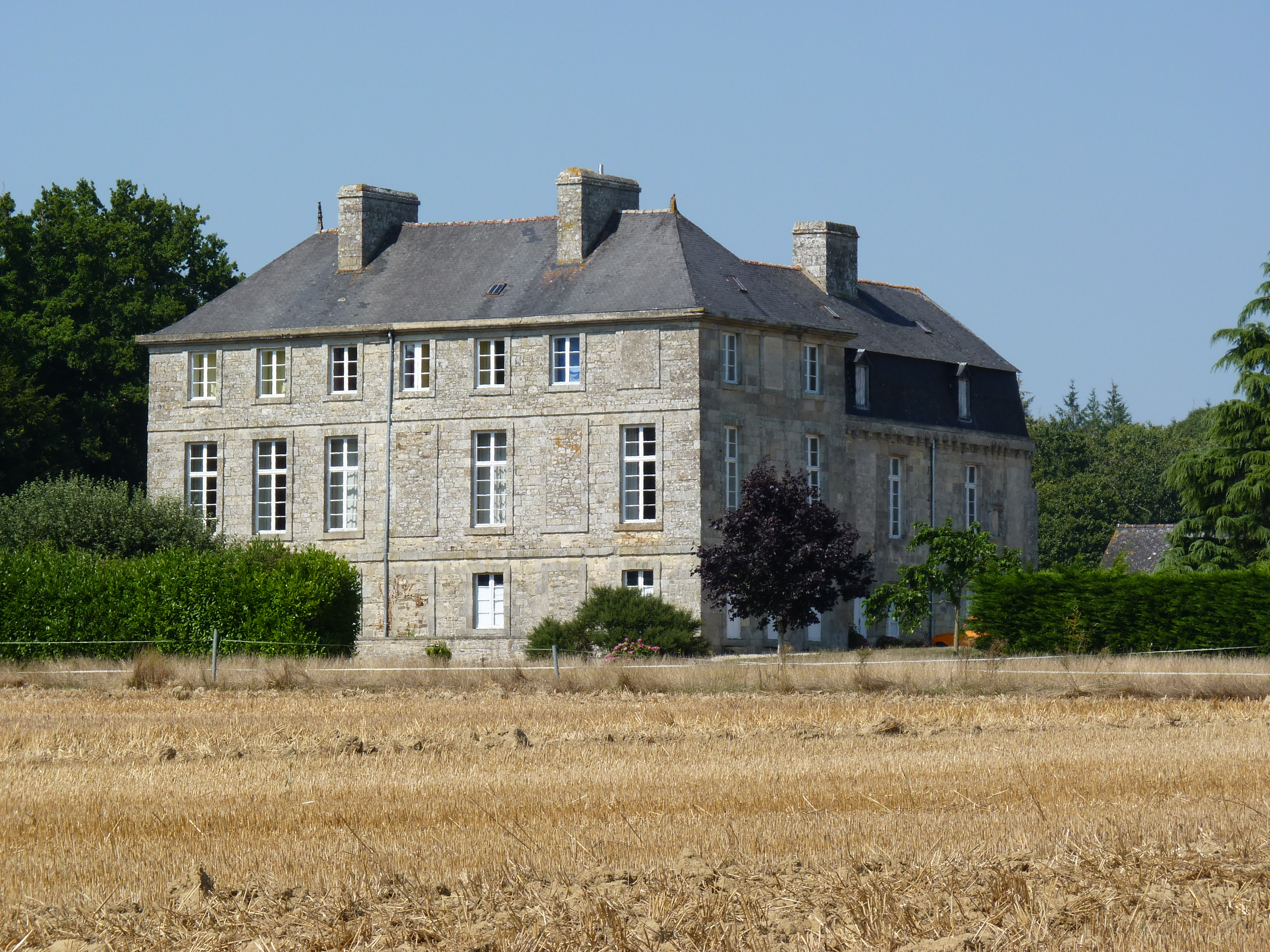
Замок Ивиньяк
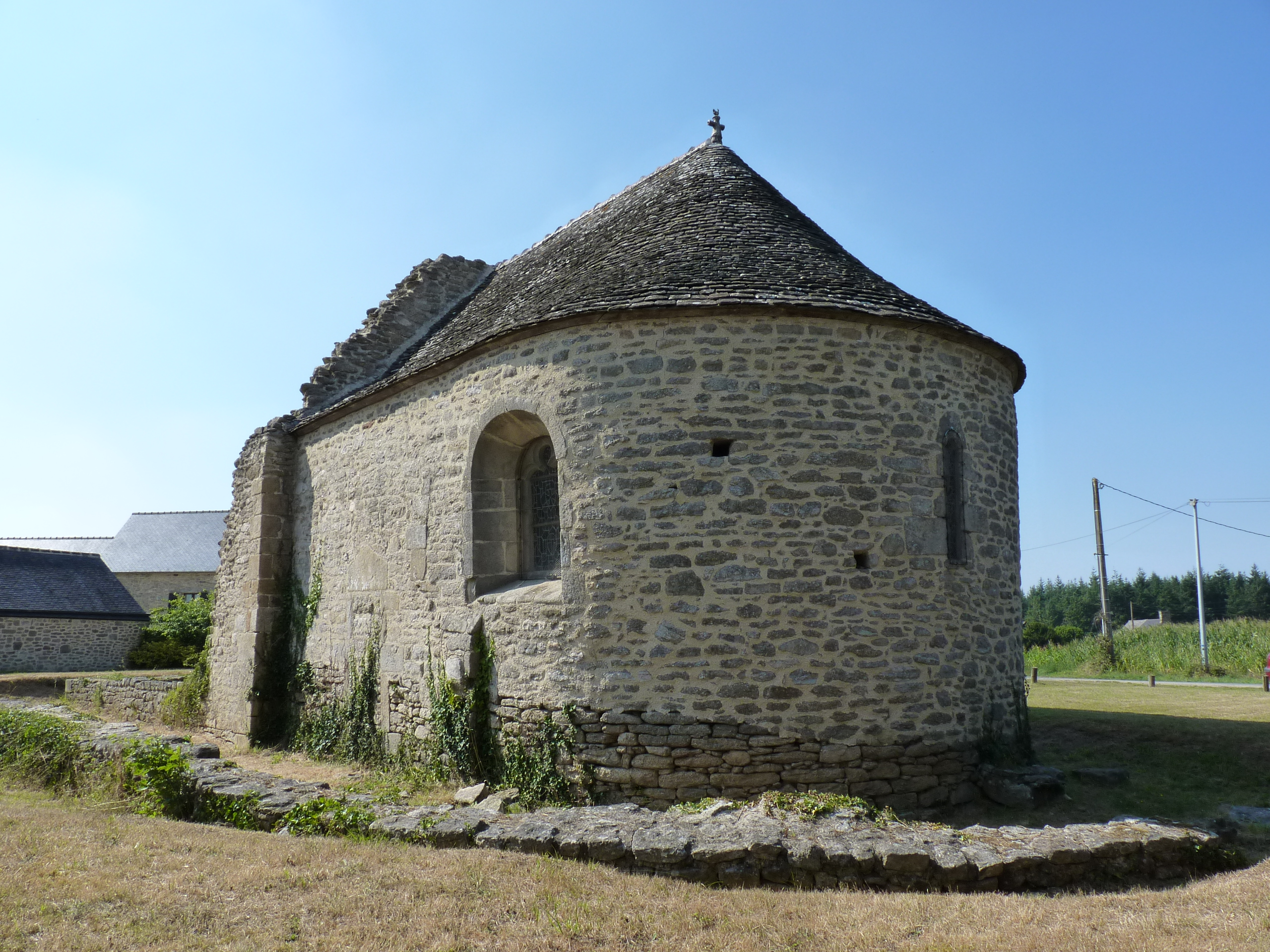
Бывшее командорство Темпль-де-ла-Нуэ
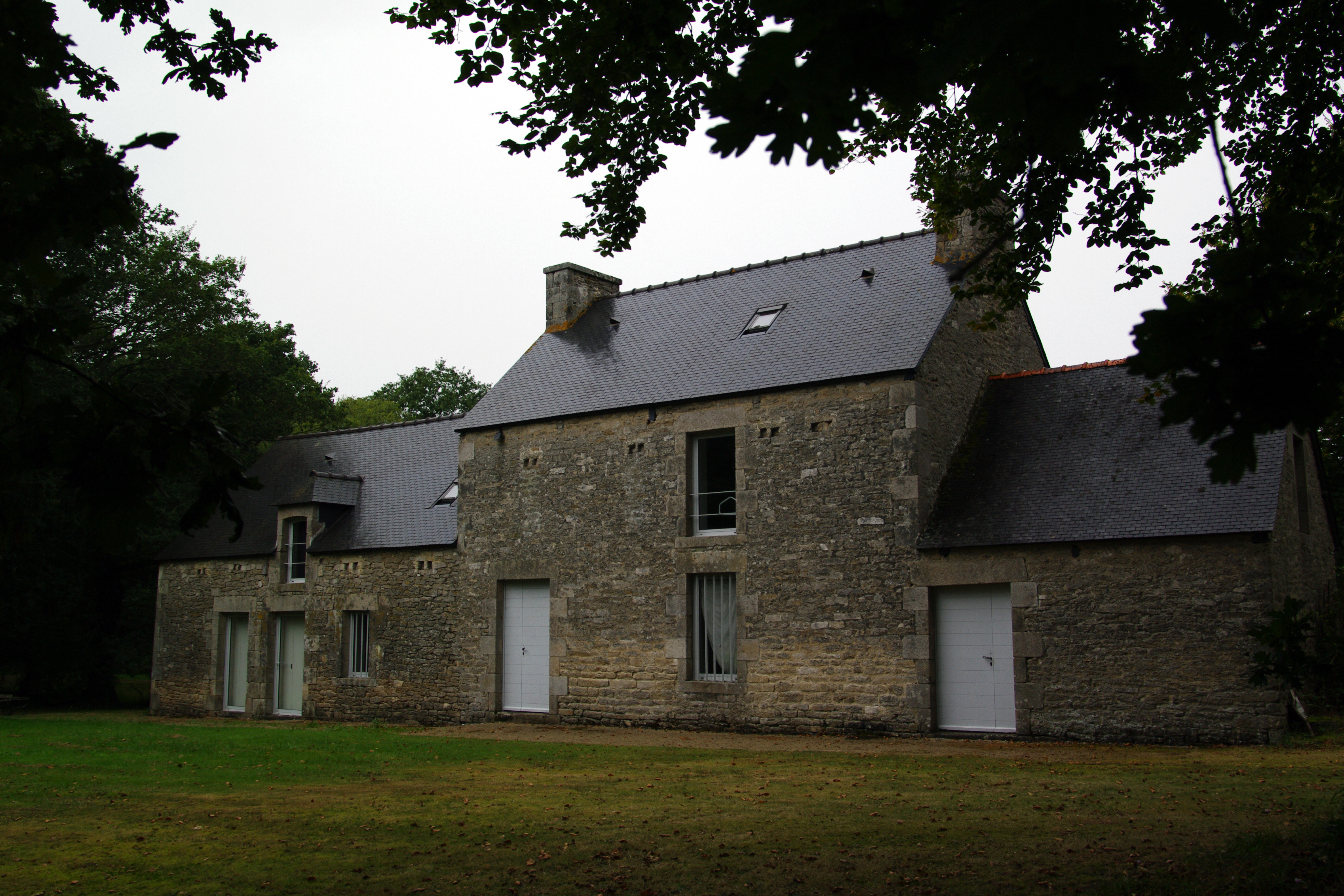
Усадьба Гаруэ
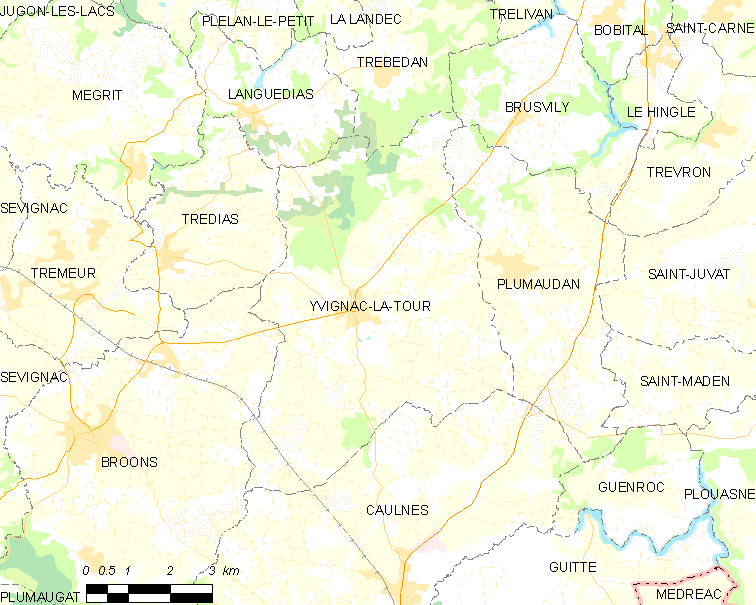
Карта коммуны